# Гірсово (селище)
Гі́рсово (рос. Гирсово) — селище у складі Юр'янського району Кіровської області, Росія. Адміністративний центр Гірсовського сільського поселення.
Населення становить 981 особа (2010, 1079 у 2002).
Національний склад станом на 2002 рік — росіяни 98 %.